# Juan Lladó Sánchez-Blanco
Juan Lladó Sánchez-Blanco (Madrid, 14 de enero de 1907-Ib., 4 de julio de 1982) fue un financiero y jurista español.

## Biografía
Hijo del político romanonista José Lladó Vallés y de Matilde Sánchez-Blanco Sánchez, cursó derecho en la Universidad de Madrid entre 1923 y 1927 llegando a ocupar el puesto de presidente de la Federación Universitaria Española de Derecho. 
En 1930 pasó las oposiciones a letrado del Consejo de Estado, participando en tal condición y con el advenimiento de la Segunda República en la redacción de la Constitución de 1931. Un año después, en 1932, es contratado por el Banco Urquijo.
Al comienzo de la guerra civil española, los Urquijo huyeron a la zona nacional dejando a Lladó como máximo responsable del Banco. Al terminar la guerra Lladó es detenido por las tropas franquistas y al amparo de la Ley de Responsabilidades Políticas, es condenado a doce años y un día prisión acusado de colaborar con el régimen republicano. La intermediación de la familia Urquijo y de su suegro, el general de artillería Ramón Fernández-Urrutia consiguen su indulto al cabo de un año.
Al poco tiempo de reincorporarse al banco tiene lugar, el 7 de julio de 1944, el llamado el Pacto de las Jarillas que vinculaba al Banco Urquijo y al Banco Hispano Americano, respetando la naturaleza predominantemente industrial del primero y comercial del segundo. La idea de reindustrializar España fue continua en Lladó, y de ahí la aparición en 1949 de la Compañía Española de Penicilinas y Antibióticos (CEPA) y, en 1950, de la Sociedad Española de Automóviles de Turismo (SEAT), además del acuerdo con la firma de automóviles FIAT para fabricar automóviles en España.

### La Sociedad de Estudios y Publicaciones
Pero Lladó gran intelectual y hombre comprometido, nunca dócil al franquismo, no podía permanecer en la esfera puramente empresarial. Es, por ello, que se embarca en la aventura intelectual que supuso la Sociedad de Estudios y Publicaciones y luego la Fundación Banco Urquijo. 
Catedráticos represaliados por motivos políticos, científicos con dificultades económicas para sobrevivir, filósofos difíciles de entender como Javier Zubiri encontraron un hueco en el Banco Urquijo de la mano de Juan Lladó. Ramón Tamames publicó a través de la Sociedad La estructura económica de España, Ramón Carande investigó su obra sobre Los banqueros de Carlos V, y Ramón Trías Fargas regresó del exilio para colaborar en ella. Editorialmente, Lladó publicó la revista de economía Moneda y Crédito. 

## Descendencia
De su matrimonio con Mauricia Fernández-Urrutia y Urech, descendiente del general José de Urrutia y de las Casas tuvo varios hijos:
- Mauricia, casada con Pierre Mayeranoff.
- José, casado con Pilar Arburúa Aspiunza.
- Juan, casado con Paloma García-Lomas Uhagón.
- Ramón, casado con Paloma Figuerola-Ferretti Gil.
- Jesús, casado con Teresa Bertrand Vergés.
- Pilar, casada con José María Arena de la Mora.